# Michelle Langstone
Michelle Langstone (Auckland, Nueva Zelanda; 30 de enero de 1979) es una actriz neozelandesa que ha aparecido en varias películas y series de televisión en Nueva Zelanda, y recientemente en Australia. Es más conocida por interpretar a la Dr. Katherine "Kat" Manx en la serie de televisión Power Rangers S.P.D. (2005).

## Biografía
Salió con el actor Aaron Jeffrey, con quien trabajó en Mcleod's Daughters; sin embargo, la relación terminó en 2006, cuando Jeffrey se mudó a Sídney.

## Carrera
Desde 2000 hasta 2002, participó en las series Xena: la princesa guerrera, Spin Doctors y Superfire. En 2003 apareció en la película For Good, donde interpretó a Lisa Pearce; ese mismo año, ganó el premio como mejor actriz en el festival de cine de St. Tropez y fue nominada para los premios de cine y televisión de Nueva Zelanda.
Su primer personaje importante lo obtuvo en 2005, cuando se unió al elenco de la serie Power Rangers S.P.D., donde interpretó a la doctora Katherine "Kat" Manx. En 2006 se unió al elenco recurrente de la serie australiana Mcleod's Daughters, donde interpretó a Fiona Webb; por su actuación fue nominada a los premio Logie en 2007. En 2008 apareció en Power Rangers Jungle Fury, donde interpretó a la maestra Guin. En 2009 interpretó a Livia en el episodio "Sanctuary" de la serie Legend of the Seeker. En 2009 apareció en la película Separation City y en la serie Diplomatic Immunity, donde interpretó a Svetlana.
En 2010 participó en dos episodios de la serie This Is Not My Life, donde interpretó a Sarah. En 2011 apareció como invitada en un episodio de la serie Shortland Street, donde interpretó a la doctora Bethany Hall. Ese mismo año se unió al elenco de la serie The Almighty Johnsons, donde interpretó a Michele. En 2013 apareció como invitada en la quinta temporada de la serie Go Girls.

## Filmografía

### Series de televisión
| Año             | Título                     | Personaje                 | Notas                     |
| --------------- | -------------------------- | ------------------------- | ------------------------- |
| 2015 - presente | 800 Words                  | Fiona                     | 24 episodios              |
| 2013            | Go Girls                   | Sarah                     | 10 episodios              |
| 2011 - 2013     | The Almighty Johnsons      | Michele                   | 21 episodios              |
| 2011            | Shortland Street           | Dra. Bethany Hall         | -                         |
| 2010            | This Is Not My Life        | Sarah                     | 2 episodios               |
| 2009            | Diplomatic Immunity        | Svetlana                  | episodio "All Eyez on Me" |
| 2009            | Legend of the Seeker       | Livia                     | episodio "Sanctuary"      |
| 2008            | Power Rangers Jungle Fury  | Maestra Guin              | 3 episodios               |
| 2006            | Mcleod's Daughters         | Fiona Webb                | 28 episodios              |
| 2005            | Power Rangers S.P.D.       | Dra. Katherine "Kat" Manx | 38 episodios              |
| 2003            | The Strip                  | Tre                       | 18 episodios              |
| 2002            | Superfire                  | Tracy Torrock             | miniserie                 |
| 2001            | Being Eve                  | Miss Renee                | 2 episodios               |
| 2001            | Spin Doctors               | Melissa Swann             | tv serie                  |
| 2000            | Shortland Street           | Susan Morris              | tv serie                  |
| 2000            | Xena: la princesa guerrera | Lana                      | episodio "Who's Gurkhan?" |

### Películas
| Año  | Título               | Personaje   |
| ---- | -------------------- | ----------- |
| 2014 | Realiti              | Selma       |
| 2010 | After the Waterfall  | Lisa        |
| 2009 | Separation City      | Julie       |
| 2009 | I'm Not Harry Jenson | Natalee     |
| 2007 | The Final Winter     | Mia         |
| 2003 | For Good             | Lisa Pearce |
| 2001 | The Waiting Place    | Amber       |

### Teatro
| Año  | Obra             | Personaje         | Director (a)          | Teatro           |
| ---- | ---------------- | ----------------- | --------------------- | ---------------- |
| 2010 | The Lover        | Sarah             | Caroline Bell-Booth   | Basement Theatre |
| 2008 | Betrayal         | Emma              | Caroline Bell-Booth   | Silo Theatre     |
| 2007 | Some Girls       | Bobbi             | Margaret-Mary Hollins | Silo Theatre     |
| 2004 | Under Milk Wood  | Varios Personajes | Caroline Bell-Booth   | Silo Theatre     |
| 2003 | PLAY 2.03        | Jen               | Oliver Driver         | Auckland Theatre |
| 2002 | Restless Ecstasy | Baby Doll         | Caroline Bell Booth   | Silo Theatre     |

## Premios
| Año  | Categoría                      | Premio                       | Película/Serie     | Resultado |
| ---- | ------------------------------ | ---------------------------- | ------------------ | --------- |
| 2010 | Best Supporting Actress        | New Zealand Film &Television | Separation City    | Nominada  |
| 2007 | Most Popular New Female Talent | Silver Logie                 | Mcleod's Daughters | Nominada  |
| 2003 | Mejor actriz                   | NZ Film Award                | For Good           | Nominada  |
| 2003 | Mejor actriz                   | St. Tropez Film Festival     | For Good           | Ganadora  |